# Gustave Beauverd
Gustave Beauverd (1867 - 1942 ) fue un botánico, pteridólogo, y briólogo suizo, especializándose en Pteridófitas, Briófitas, y Espermatófitas.

## Algunas publicaciones
- Felippone, F; G Beauverd. 1925. Plantas nuevas en la flora del Uruguay. 1.er fascículo, 8 pp.

## Honores

### Eponimia
Género
- (Alliaceae) Beauverdia Herter[2]

Especies
- (Asteraceae) Cousinia beauverdiana Bornm.[3]
- (Asteraceae) Lactuca beauverdiana H.Lév.[4]
- (Berberidaceae) Berberis beauverdiana E.L.Schneid.[5]
- (Berberidaceae) Berberis beauverdiana C.K.Schneid.[6]
- (Campanulaceae) Campanula beauverdiana Fomin[7]
- (Cunoniaceae) Pancheria beauverdiana Pamp.[8]
- (Dipsacaceae) Scabiosa beauverdiana Palez.[9]
- (Gesneriaceae) Briggsia beauverdiana Craib[10]
- (Gesneriaceae Didissandra beauverdiana H.Lév.[11]
- (Fabaceae) Acacia beauverdiana Ewart & Sharman[12]
- (Mimosaceae) Acacia beauverdiana Ewart & Sharman[13]
- (Rosaceae) Photinia beauverdiana C.K.Schneid.[14]
- (Rosaceae) Pourthiaea beauverdiana var. brevifolia (Card.) Iketani & H.Ohashi[15]
- (Rosaceae) Spiraea beauverdiana C.K.Schneid.[16]
- (Rosaceae) Spiraea beauverdiana C.K.Schneid.[17]
- (Rosaceae) Spiraea beauverdiana C.K.Schneid. var. stevenii C.K.Schneid.[16]

- La abreviatura «Beauverd» se emplea para indicar a Gustave Beauverd como autoridad en la descripción y clasificación científica de los vegetales.[18]